# Long An, Long Thành
Long An là một xã thuộc huyện Long Thành, tỉnh Đồng Nai, Việt Nam. Long An rất gần Sân bay Long Thành, đi ô tô dưới 30 phút từ chợ Long An, tọa lạc ở trung tâm của xã.

## Địa lý
Xã Long An nằm ở trung tâm huyện Long Thành, có vị trí địa lý:
- Phía đông giáp xã Bình Sơn
- Phía tây giáp thị trấn Long Thành và huyện Nhơn Trạch
- Phía nam giáp xã Long Phước và huyện Nhơn Trạch
- Phía bắc giáp xã Lộc An và xã Bình Sơn.

Xã có diện tích 27,39 km², dân số năm 2018 là 16.905 người, mật độ dân số đạt 617 người/km².

## Hành chính
Xã Long An được chia thành 8 ấp: 1, 2, 3, 4, An Lâm, Bưng Môn, Xóm Gốc, Xóm Trầu.

## Lịch sử
Năm 2018, xã Long An có diện tích 33,99 km², dân số là 17.605 người, mật độ dân số đạt 518 người/km².
Ngày 10 tháng 4 năm 2019, Ủy ban thường vụ Quốc hội ban hành Nghị quyết số 673/NQ-UBTVQH14 (nghị quyết có hiệu lực từ ngày 1 tháng 6 năm 2019). Theo đó, điều chỉnh 6,60 km² diện tích tự nhiên và 700 người của xã Long An về xã Bình Sơn.
Sau khi điều chỉnh, xã Long An có 27,39 km² diện tích tự nhiên và 16.905 người.